# حمامى لثوية خطية
حمامى لثوية خطية (بالإنجليزية:(Linear gingival erythema (LGE) هو اضطراب في دواعم الأسنان. يشخص بناءً على خصائص إكلينيكية مميزة. اعتقد في البداية أنه مرتبط بفيروس العوز المناعي البشري، ولذا سمي بالتهاب اللثة المرتبطة بفيروس العوز المناعي البشري (HIV-G). لاحقاً أثبتت الأبحاث أن الحمامى الثورية الخطية تحدث أيضاً في الأشخاص غير المصابين بفيروس العوز المناعي البشري، والمصابون بنقص المناعة، ولذا أعيدت تسميته.

## المظهر
الحمامى الثورية الخطية مقصورة على أنسجة دواعم السن الرخوة، تظهر كخط أحمر بعرض 2-3 ملم مجاور لحافة اللثة الحرة. بعكس أمراض اللثة التقليدية ،الحمامى اللثوية الخطية لا ترتبط بشكل كبير بزيادة مستويات اللويحة السنية.
يبقى مدى انتشار الحمامى اللثوية الخطية غير واضح  وما يزال بلا علاج معروف.